# Emperador Kazan
L'emperador Kazan (花山 天皇, Kazan-Tennō, 29 de novembre de 968 - 17 de març de 1008) va ser el 65è emperador del Japó, segons l'ordre tradicional de successió. Va regnar entre 984 i 986. abans de ser ascendit al Tron de Crisantem, el seu nom personal (imina) era Príncep Imperial Morosada (Morosada-shinnō).